# Arthur Boyd
Arthur Merric Bloomfield Boyd (24 de julho de 1920 - 24 de abril de 1999) foi um proeminente membro da dinastia artística Boyd na Austrália, com muitos parentes serem pintores, escultores, arquitetos e outros profissionais das artes. Sua irmã, Mary Boyd casou-se com John Perceval, e, em seguida, Sidney Nolan, ambos artistas. Sua esposa Yvonne Boyd née Lennie, e seu filho Jamie e filhas Polly e Lucy são também pintores. Boyd é mais conhecido por seu complexo e por vezes experimental pintura impressionista e de figuras, paisagens pastorais. Ele era um membro da antipodeans, um grupo de pintores de Melbourne, que também incluiu Clifton Pugh, David Boyd, John Brack, Robert Dickerson, John Perceval e Charles Blackman.